# Ellie Reeves

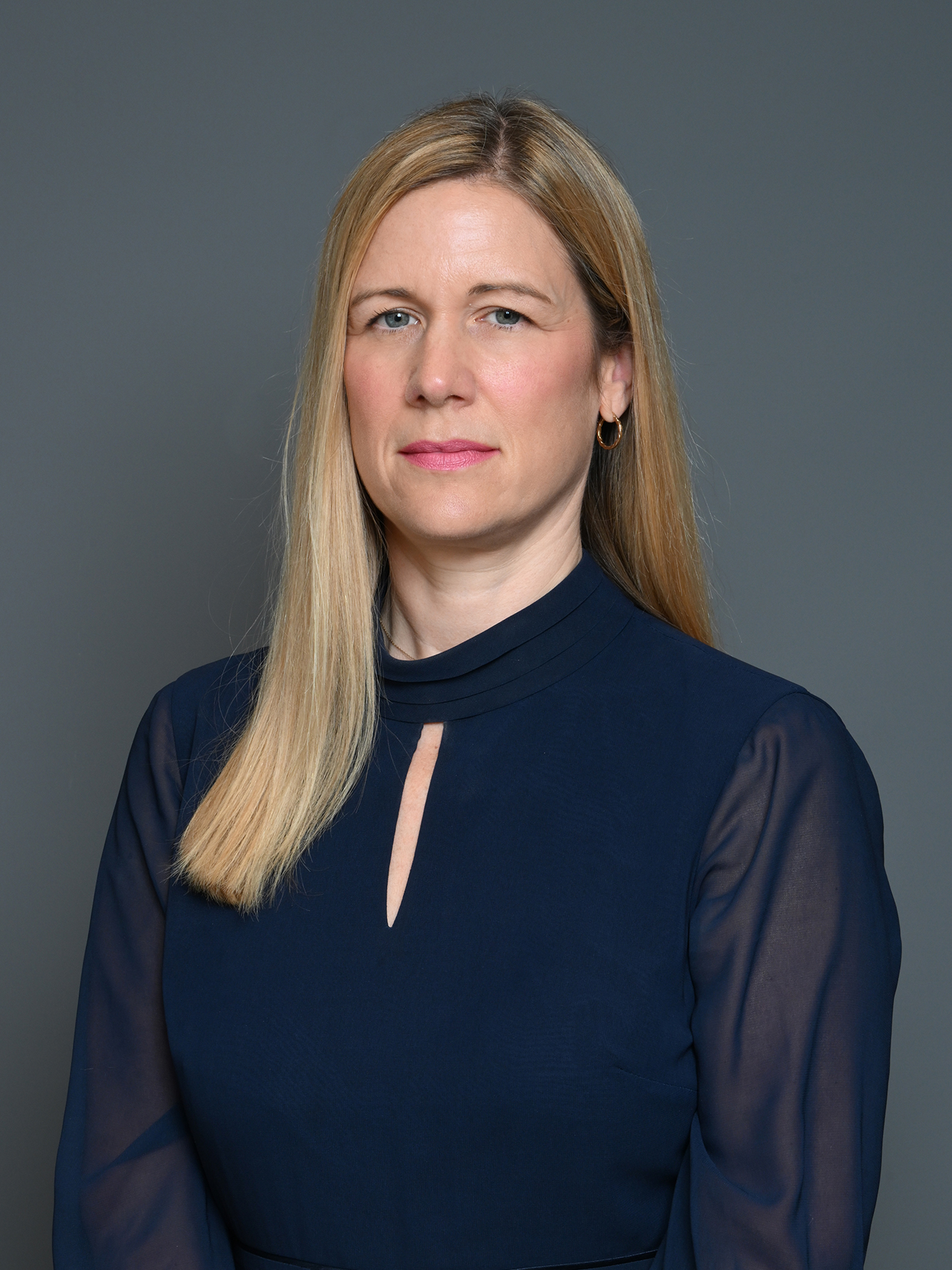
Ellie Reeves (2023)

Eleanor Claire Reeves (* 11. Dezember 1980 in Lewisham, London) ist eine britische Politikerin der Labour Party und seit 2017 Member of Parliament. Seit dem 6. Juli 2024 ist sie Staatsministerin ohne Geschäftsbereich im Kabinett Starmer (Kabinettsrang seit dem 2. Dezember 2024). 

## Leben
Ellie Reeves wuchs als Tochter von Lehrern in Sydenham (London) auf. Sie ist die Schwester von Rachel Reeves.
Reeves besuchte die Adamsrill Primary School und die Cator Park Secondary School. Sie hat einen Bachelorabschluss in Recht am St Catherine’s College (Oxford). Reeves arbeitet als Law Barrister. Sie ist verheiratet mit John Cryer – ebenfalls Abgeordneter – und hat zwei Söhne.

## Politische Karriere
Reeves kam 15-jährig zu Labour. Sie war zweite Vorsitzende der London Labour Party. Sie unterstützt Progress und Labour First.
Für den Wahlkreis Lewisham West and Penge – den zuvor Jim Dowd seit 2010 vertreten hatte – wurde Reeves 2017 bei der Britischen Unterhauswahl ins Parlament gewählt.
Am 13. Juni 2018 zogen sich Reeves und fünf andere Abgeordnete als Vorderbänkler für Labour zurück, um gegen die Pateiempfehlung („Enthalten“) für einen Verbleib im EWR-Binnenmarkt zu stimmen.